# Прапор Ковеля
Пра́пор Ко́веля — це офіційний символ Ковеля, затверджений рішенням Ковельської міської ради. Разом із гербом становить офіційну символіку міста. 
Зовні хоругва являє собою прямокутне полотнище. На червоному полі жовта підкова, над нею тризубий постамент оборонних веж, навколо три срібні хрести, хоругва з трьох сторін обрамована орнаментом з використанням синього кольору.